# Eutrichota nigrifemoralis
Eutrichota nigrifemoralis este o specie de muște din genul Eutrichota, familia Anthomyiidae. A fost descrisă pentru prima dată de Huckett în anul 1966. Conform Catalogue of Life specia Eutrichota nigrifemoralis nu are subspecii cunoscute.